# Cratere Sharonov (Luna)
Sharonov è un cratere lunare di 75,12 km situato nella parte nord-occidentale della faccia nascosta della Luna.
Il cratere è dedicato all'astronomo sovietico Vsevolod Vasilievič Šaronov.